# أربيان مراكشي
أربيان مراكشي (الاسم العلمي: Anthemis maroccana) هو نوع نباتي يتبع جنس الأربيان من الفصيلة النجمية.

## الموئل والانتشار
في بلاد المغرب.